# 516
516 (DXVI) var ett skottår som började en fredag i den julianska kalendern.

## Händelser

### Okänt datum
- Detta år utkämpas, enligt Annales Cambriae, slaget vid Badon, då de keltiska britterna besegrar saxarna.

## Födda
- Gildas Badonicus, brittiskt helgon (enligt egen utsago född samma år som slaget vid Badon).

## Avlidna
- Gundobad, burgundisk kung.